# Dilkea nitens
Dilkea nitens ist eine Pflanzenart aus der Familie der Passionsblumengewächse (Passifloraceae). Sie wurde 2011 erstbeschrieben und ist im nordöstlichen Peru heimisch.

## Beschreibung

### Erscheinungsbild und Blatt
Dilkea nitens ist eine verholzende Pflanze und wächst als Strauch oder Kletterpflanze. Die kontinuierlich weiterwachsende, kahle Sprossachse gliedert sich in fast gleiche bis graduell ungleiche Internodien. Die Zweige werden zusammen mit den Internodien 0,5 bis 1,5 Zentimeter lang. Sie verfärben sich beim Trocknen (Herbarmaterial) hellbraun.
Die Laubblätter sind in Blattstiel und Blattspreite gegliedert. Der stielrunde Blattstiel ist 1,5 bis 3 Zentimeter lang und verfärbt sich beim Trocknen mit Ausnahme des unteren Drittels bis Hälfte des Pulvinus hellbraun. Dieser Teil des Pulvinus ist leicht verdickt und verfärbt sich schwarz. Die einfache, ledrige Blattspreite ist bei einer Länge von 8,5 und 19 Zentimeter und einer Breite von 5 und 6 Zentimeter annähernd eiförmig, wobei sich die breiteste Stelle nahe der Spreitenbasis befindet. Die Spreitenbasis ist gerundet und das obere Ende der Blattspreite ist spitz oder gerundet und kurz zugespitzt. Der Blattrand ist bei Herbarmaterial gewellt, dies wird möglicherweise durch die gekrümmte Mittelrippe verursacht. Die Blattspreite verfärbt sich beim Trocknen (Herbarmaterial) etwas glänzend hellbraun. Der gekrümmte Mittelnerv ist auf der Blattunterseite stark erhaben und von ihm gehen 12 bis 18 Paare an gut erkennbaren Seitennerven ab. Nebenblätter wurden vom Autor der Erstbeschreibung nicht gesehen, da sie am gesichteten Herbarmaterial nicht vorhanden sind.

### Generative Merkmale
Der fast endständige, etwa 5 Millimeter lange Blütenstandsschaft ist mindestens gleich wie die Sprossachse, der er entspringt; er ist viel kürzer als die Blütenstiele und bildet eine fast flache Oberfläche. Die dreieckigen Tragblätter sind bei einer Länge von weniger als 1 Millimeter schuppenartig. Der Blütenstand enthält ein bis sechs Blüten. Die Blütenstiele sind kaum erkennbar oder höchstens 2 Millimeter lang. Über die Blüten ist nichts bekannt, da beim gesichteten Herbarmaterial keine vorhanden sind.
Die Früchte sind bei einer Länge von etwa 4 Zentimeter (einschließlich der zapfenförmigen Struktur am oberen Ende) und einem Durchmesser von rund 3 Zentimeter annähernd kugelig geformt. Am oberen Ende der Frucht befindet sich eine 3 bis 4 Millimeter lange, schmale zapfenförmige Struktur. Es wurden bei Sammlungen im August noch unreife, grün gefärbte Früchte gefunden. Ihre spröde Fruchtwand ist weniger als 1 Millimetern dick. Jede Frucht enthält wenige braune Samen, welche beim Herbarmaterial jedoch fehlen.

## Vorkommen
Das natürliche Verbreitungsgebiet von Dilkea nitens liegt in der im nordöstlichen Peru gelegenen Region Loreto. Sie wurde dort bisher nur in der Provinz Maynas gefunden. Über den natürlichen Standort liegen keine Informationen vor.

## Systematik
Die Erstbeschreibung als Dilkea nitens erfolgte 2011 durch Christian Feuillet in PhytoKeys Nummer 2, Seite 5. Das Artepitheton nitens ist vom lateinischen Wort für glänzend abgeleitet und bezieht sich auf die Färbung der Blattoberseite im Vergleich zu jener von Dilkea hebes. Der Gattungsname Dilkea ehrt den englischen Politiker Charles Wentworth Dilke, 1. Baronet (1810–1869).
Dilkea nitens gehört zur Untergattung Dilkea der Gattung Dilkea aus der Tribus Passifloreae in Unterfamilie Passifloroideae innerhalb der Familie der Passifloraceae.